# She Wants Revenge (álbum)
She Wants Revenge es el álbum debut homónimo de la banda She Wants Revenge. Fue mezclado por Michael Patterson, y fue publicado el 31 de enero del 2006 por Perfect Kiss, una subsidiaria de Geffen Records.
El reverso de la carátula del álbum muestra la versión posterior de la parte frontal solo para revelar que la mujer (que sale en la portada) aparece con un chuchillo muy grande en la espalda (es decir, "She Wants Revenge", "Ella Quiere Venganza").

## Lista de canciones
1. "Red Flags and Long Nights" – 5:10
2. "These Things" – 5:14
3. "I Don't Wanna Fall in Love" – 3:39
4. "Out of Control" – 3:39
5. "Monologue" – 4:56
6. "Broken Promises for Broken Hearts" – 3:19
7. "Sister" – 5:18
8. "Disconnect" – 2:29
9. "Us" – 4:23
10. "Someone Must Get Hurt" – 4:48
11. "Tear You Apart" – 4:46
12. "She Loves Me, She Loves Me Not" – 5:21
13. "Spend the Night" (UK bonus track) – 4:22
14. "Black Liner Run" (UK bonus track) – 4:52
15. "Tear You Apart (Chris Holmes Vs. Bystanders Remix)" (Japanese bonus track) - ?

## Posicionamiento
| Listas (2006)                        | Posición |
| ------------------------------------ | -------- |
| U.S. Billboard 200                   | 38       |
| U.S. Billboard Top Electronic Albums | 3        |